# Eleonore Schwarz

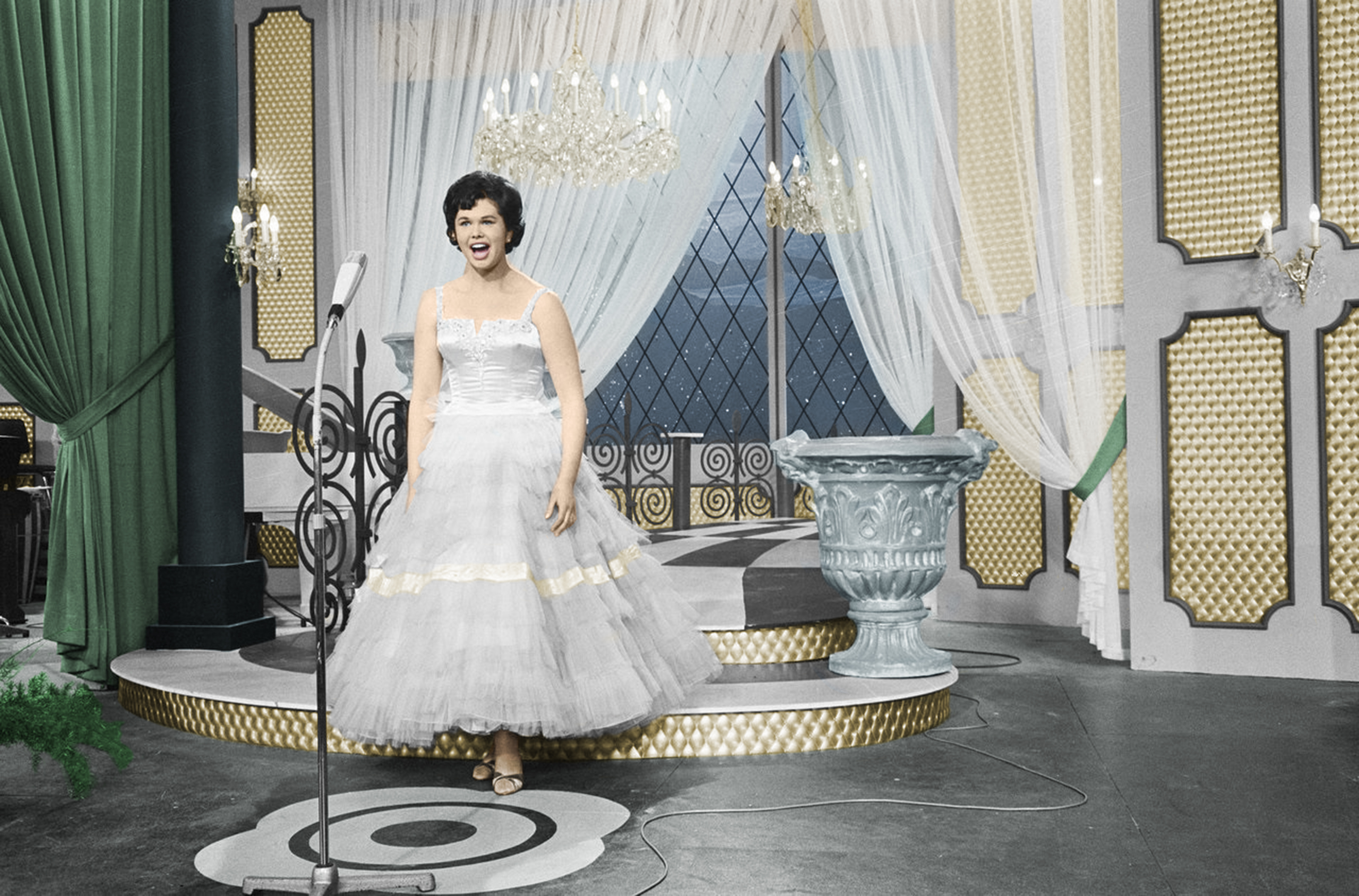
Eleonore Schwarz (1962)

Eleonore Schwarz (* 1936 in Wien) ist eine österreichische Sängerin. 

## Leben und Wirken
Ihre größten Erfolge feierte Eleonore Schwarz in den 1960er und 1970er Jahren als Operettensängerin an der Wiener Volksoper. 
1962 vertrat sie ihr Heimatland beim Eurovision Song Contest in Luxemburg mit dem operettenartigen Lied Nur in der Wiener Luft, für das sie keine Punkte erhielt und mit drei weiteren Teilnehmern auf dem letzten Platz landete. Der von Bruno Uher komponierte, getextete und dirigierte Beitrag handelte von den Schönheiten der österreichischen Hauptstadt wie der Staatsoper, dem Rathausmann und dem Stephansdom aber auch dem Wiener Walzer und Johann Strauss. Schwarz veröffentlichte das Lied als Single, hatte damit aber nur mäßigen Erfolg.